# Isóbara
Uma isóbara ou pressão é uma isógrama, uma linha de igual ou de uma pressão constante sobre um gráfico, mapa ou rota. Salvo eventuais casos especiais, o isóbaras são apenas referentes a linhas de um mapa que ligam pontos de igual pressão atmosférica, medido em bars, por isso é um termo meteorológico. Mas um mapa isóbaras pode dar informações sobre a força do vento e direção do presente, em uma determinada área.
A Pressão é indicada nas Cartas Meteorológicas por linhas chamadas "Isóbaras". As "Isóbaras" caracterizam-se por ao longo delas, a pressão ser sempre igual.
Em certos casos, as Isóbaras cercam totalmente zonas de Altas ou Baixas Pressões, que são respectivamente Anticiclones (A ou H) e Depressões (L ou B).
O espaço entre as Isóbaras representam a mudança horizontal das Pressões. Quanto mais próximas estão as Isóbaras mais a Pressão aumenta e mais fortes são os ventos.